# Franz Kienmayer
Franz Kienmayer (* 19. Februar 1886 in Wien; † 1963 in Baden-Baden) war ein österreichischer Porträtmaler und Illustrator sowie Orientalist.

## Leben
Biographische Angaben zu Kienmayers Ausbildung sind unbekannt. Belegt ist, dass er während des Ersten Weltkrieges am 15. Jänner 1916 als Kriegsmaler in die Kunstgruppe des k.u.k. Kriegspressequartiers aufgenommen wurde. Unter anderem war er dabei in Suta bei Muereasca sowie in der Bukowina stationiert. Die Werke aus dieser Schaffensperiode befinden sich heute größtenteils im Heeresgeschichtlichen Museum in Wien, zwei davon sind im Themenbereich zum Ersten Weltkrieg ausgestellt.
Nach dem Krieg war Kienmayer in Wien, Predlitz-Turrach, Graz und zuletzt in Leipzig und Baden-Baden tätig. In Leipzig wurde er als Kunstprofessor tituliert. Ab 1929 bereiste er nach Java, Bali und Indonesien, Motive aus dieser Zeit, wie Landschaften, Tempel- und Genreszenen, finden sich heute zahlreich auf Kunstauktionen wieder und befinden sich in Privatbesitz.
1931 trat Kienmayer der Freimaurerloge Apollo bei (Matr.-Nr. 2302). Ab 1933 stellte sich Kienmayer in den Dienst der Nationalsozialisten. Bekannt wurde unter anderem sein Ölgemälde Hermann Göring, das bereits 1934 entstand. Sein Ölgemälde Bildnis Generalfeldmarschall von Blomberg, 1933 der Kriegsminister im Kabinett Hitler, wurde auf der nationalsozialistischen Propagandaschau Großen Deutschen Kunstausstellung 1937 im Haus der Deutschen Kunst in München gezeigt.

## Werke (Auswahl)
- Alarm im bombensicheren Unterstand, 1917, Öl auf Leinwand, ca. 65 × 45 cm, (Heeresgeschichtliches Museum Wien)
- Sturmsoldat mit Handgranate am Eingang eines Unterstandes, 1917, Öl auf Leinwand, ca. 65 × 45 cm, Heeresgeschichtliches Museum Wien